# Jesper Cornelius
Jesper Cornelius Rasmussen (født 26. juni 2001) er en dansk fodboldspiller, der spiller som angriber for Lyngby Boldklub.

## Karriere

### Klubkarriere
Cornelius spillede i en periode på Randers FC 's reservehold, Randers Freja, der spillede i Jyllandsserien,  inden han skiftede til Vorup FB, der spillede i Danmarksserien. 
Efter et stærkt efterår i 2023, hvor Cornelius var topscorer i ligaen med 11 mål i Danmarksserien, tog angriberen på prøvetræning hos den danske 1. divisionsklub Hobro IK i januar 2024.   Den 2. februar 2024 bekræftede Hobro, at Cornelius kom til klubben på en treårig kontrakt. 
Efter et år i Hobro, hvor han scorede otte mål og lavede én assist, blev han solgt Lyngby Boldklub der på daværende tidspunkt spillede i Superligaen.  Han debuterede for Lyngby den 16. februar 2025 i en Superliga-kamp mod FC Midtjylland. 